# Кельтеївська сільська рада
Кельте́ївська сільська рада (рос. Кельтеевский сельский совет) — муніципальне утворення у складі Калтасинського району Башкортостану, Росія. Адміністративний центр — присілок Великий Кельтей.
Станом на 2002 рік існували Верхньотихтемська сільська рада (присілки Верхній Тихтем, Гареєвка, Нижній Тихтем, Новий Ашит, Родники, Шаріпово) та Кельтеївська сільська рада (село Кутерем, присілки Великий Кельтей, Графське), селище Чумара перебувало у складі Калміябашівської сільської ради.

## Населення
Населення — 2182 особи (2019, 2585 в 2010, 3026 в 2002).

## Склад
До складу поселення входять такі населені пункти:
| Населений пункт           | Населення, осіб (2002) | Населення, осіб (2010) |
| ------------------------- | ---------------------- | ---------------------- |
| Великий Кельтей, присілок | 907                    | 759                    |
| Верхній Тихтем, присілок  | 291                    | 258                    |
| Гареєвка, присілок        | 37                     | 15                     |
| Графське, присілок        | 134                    | 64                     |
| Кутерем, село             | 1141                   | 1081                   |
| Нижній Тихтем, присілок   | 194                    | 159                    |
| Новий Ашит, присілок      | 81                     | 58                     |
| Родники, присілок         | 12                     | 17                     |
| Чумара, присілок          | 195                    | 148                    |
| Шаріпово, присілок        | 34                     | 26                     |